# Aeronave eléctrica

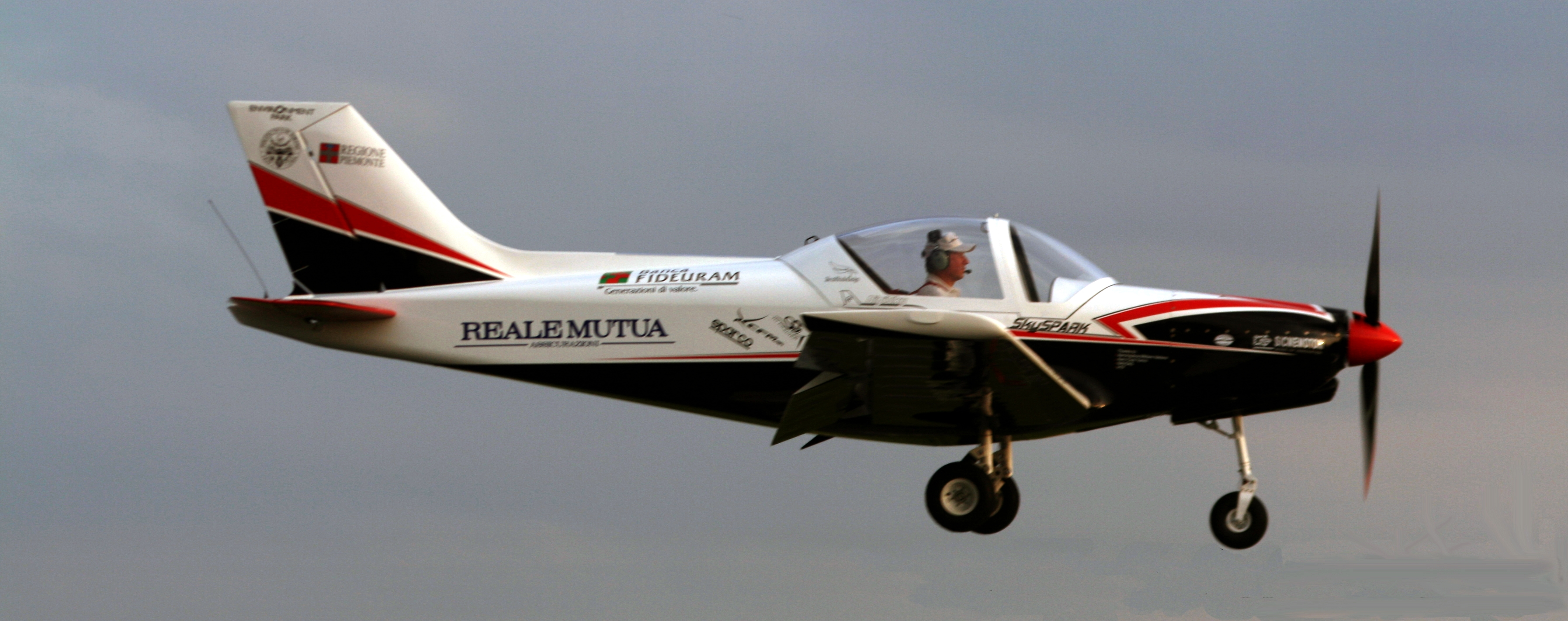
La avioneta eléctrica Skyspark.

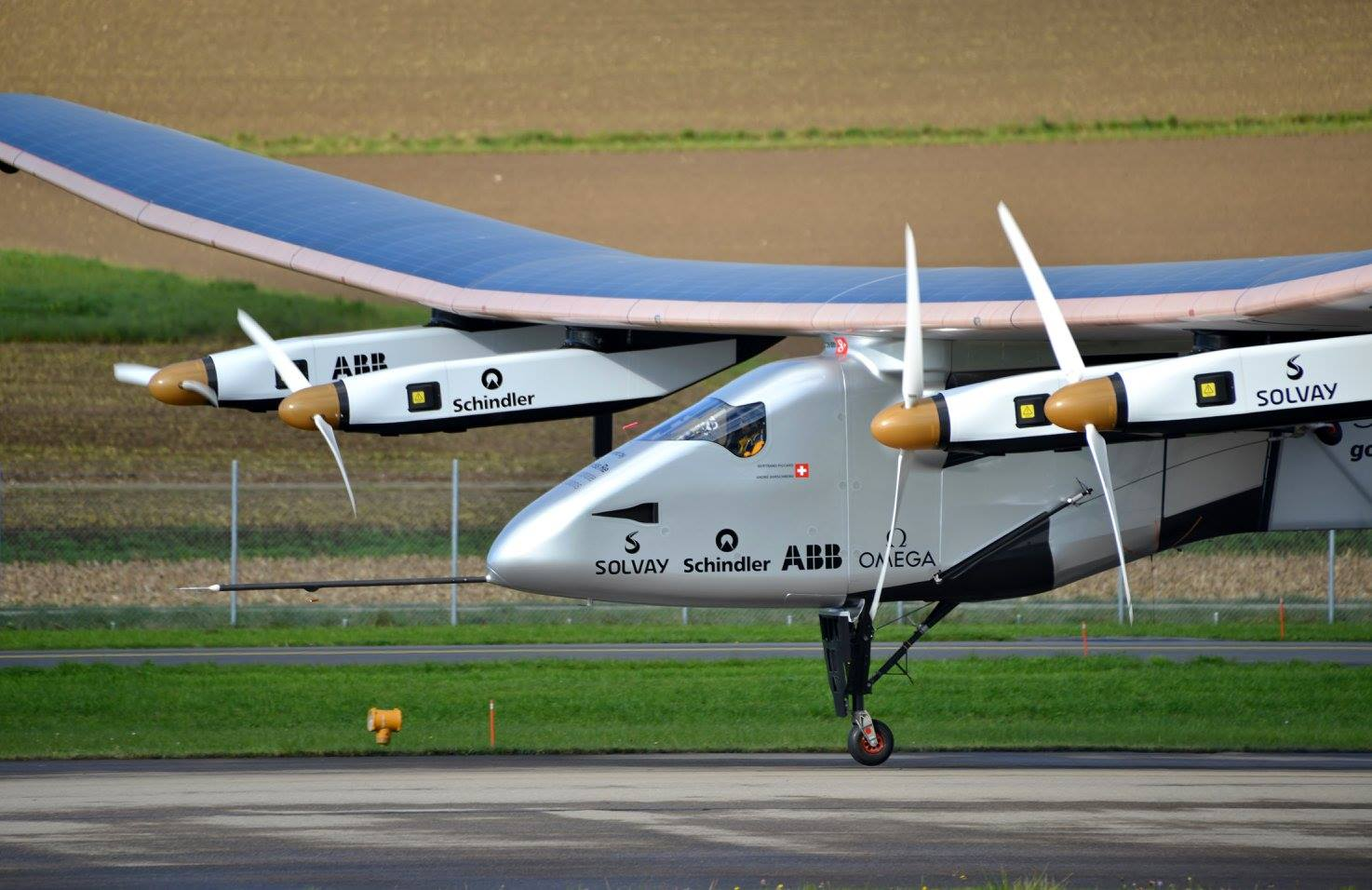
El Solar Impulse, primer avión tripulado propulsado por energía solar capaz de dar la vuelta al mundo.

Una aeronave eléctrica es un avión que funciona con motores eléctricos en vez de con motores de combustión. 
Actualmente los aviones eléctricos son, en su mayoría, experimentales (a excepción de los aviones ligeros). Los modelos eléctricos de aeronaves han estado volando desde la década de 1970.

## Historia
En 1883, Gaston Tissandier fue la primera persona en utilizar motores eléctricos en una aeronave de propulsión. Al año siguiente, Charles Renard y Arthur Krebs volaron La France utilizando un motor más potente.
Los motores eléctricos se han utilizado en la industria aérea al menos desde 1957, con una demanda desafiante a partir de 1909.
En 1964, William C. Brown demostró en CBS News con Walter Cronkite un helicóptero modelo que recibe toda la potencia necesaria para el vuelo de un haz de microondas.
En 1973, Fred Militky y Heino Brditschka convirtieron un Brditschka HB-3, motor planeador, a un avión eléctrico llamado Militky MB-E1, el primer avión real que funcionaba únicamente con energía eléctrica y el primero en llevar a una persona a bordo. Heino voló durante 14 minutos en ese mismo año.
En 2007, la Fundación CAFE celebró el primer simposio sobre una aeronave eléctrica en San Francisco. En ese mismo año, la primera aeronave eléctrica registrada, hace sus primeros vuelos el 23 de diciembre: BL1E "Electra" (F-PMDJ).
En 2009, un equipo de la Universidad Politécnica de Turín hizo una conversión de un Pioneer Alpi 300. Voló 250 kmh durante 14 minutos.
Para el 2011, el uso de la energía eléctrica para aviones estaba ganando impulso. AirVenture fue la sede del Simposio Mundial de aeronaves eléctricas y llamó una poderosa atención; fue patrocinado por GE Aviation e incluyó presentaciones por la Fuerza Aérea de los Estados Unidos, NASA, Sikorsky Aircraft, Argonne National Labs y la Administración Federal de Aviación de Estados Unidos.
En abril de 2016 el piloto Bertrand Piccard voló entre Hawái y San Francisco en un avión eléctrico que produce su propia energía gracias a sus paneles solares, el recorrido duró 56 horas lo que representa un récord absoluto para vuelos en solitario. Es el primer avión de este tipo que puede volar de día y de noche. El avión Solar Impulse II comenzó un recorrido a través del mundo en Abu Dabi en marzo de 2015, haciendo paradas en Omán, Birmania, China y  Japón. Durante su travesía entre Japón y Hawái sufrió una avería en sus baterías y debió esperar varios meses antes de ser reparado. Finalmente retomó su viaje de circunnavegación en abril de 2016, cruzando el este del Océano Pacífico antes de aterrizar en San Francisco, California. Desde allí, el avión solar atravesó Estados Unidos llegando hasta Nueva York, en la costa este, en junio de 2016.
Tras la travesía norteamericana, atravesó el Océano Atlántico hasta Europa, en lo que supuso la primera travesía de un avión solar a través del Atlántico.

## Sistema eléctrico para reducir emisiones
Airbus está incluyendo en las ruedas delanteras del modelo A320, un motor eléctrico alimentado que le permite alcanzar la zona de despegue o las rampas de salida evitando el uso de los motores principales durante este recorrido, logrando así reducir enormemente el uso de los motores de combustión, lo que contribuye a alargar su vida útil y reduce el impacto ambiental. Esta tecnología ha sido diseñada por el Centro Aeroespacial alemán en colaboración con la propia Airbus y Lufthansa Technik y que permite reducir entre el 17 y 19% las emisiones contaminantes dentro de los aeropuertos, al mismo tiempo que se reduce también la presión sonora a la que están sometidos estos espacios.

## Baterías
Las baterías que planea usar Airbus Group pueden almacenar 1000 vatios hora por kilogramo, lo que es cinco veces más energía que una batería de litio ion típica. Las nuevas químicas como las de litio-aire y las de litio-sulfuro pueden proporcionar más capacidad.
Se han mostrado tres ejemplos de las nuevas baterías fundidas de aire. Son de acero, carbono y VB2, con capacidades de energía volumétrica intrínseca de 10.000, 19.000 y 27.000 Wh/litro. Esto se compara favorablemente con la capacidad intrínseca de la batería de litio-aire (6.200 Wh/litro) debido a la transferencia de electrón simple y a los límites de baja densidad.

## Futuro de los aviones eléctricos

### 2030 - 2040
Recientemente se han propuesto modelos de aviones eléctricos para el futuro, estos cuentan con sistemas de propulsión convencionales y más bien radicales como la tecnología de propulsión distribuida o turbopropulsion electrotérmica (Turboarcjet). La transferencia de potencia turbo eléctrica en estas formas de propulsión, contribuyen a la conservación de energía y sistemas de la aeronave eléctrica factibles. A pesar de los beneficios antes mencionados, los futuros modelos de aviones eléctricos también se enfrentan a una serie de desafíos notables que en la actualidad ya están contemplados en las herramientas de análisis, como ELECTERA. ELECTERA es una novela tecno esquema de análisis de riesgo económico para el futuro avión eléctrico. Se propone este esquema para las evaluaciones iniciales de diseño de modelos de aviones eléctricos nuevos en las etapas preliminares de diseño.
Otro concepto de avión eléctrico propuesto es el de VoltAir. Podría hacerse dentro de 25 años y cuenta con nitrógeno líquido de refrigeración para el motor.

## Prototipos
- Airbus E-Fan